# Sesa
Sesa è un'azienda italiana con sede ad Empoli ed attività sull'intero territorio nazionale: è leader in Italia nelle soluzioni IT a valore per le imprese.
Sesa è quotata negli indici FTSE Italia Mid Cap e FTSE Italia STAR di Borsa Italiana con un flottante di circa il 47%.
Il gruppo ha ricavi consolidati pari a 2,390 miliardi di euro e circa 4.200 dipendenti. 

## Storia
Il gruppo Sesa ha iniziato la propria attività negli anni settanta nel settore dei servizi di tecnologia dell'informazione in Toscana. Successivamente ha esteso la propria attività con la vendita di personal computer IBM.
Nel 1994, sulla base delle competenze sviluppate e del successo raggiunto, il gruppo ha esteso la propria attività ad una nuova area di business dedicata alla distribuzione a valore aggiunto (value added distribution o VAD) gestita dalla società Computer Gross la quale in breve tempo è divenuta uno dei principali distributori italiani di soluzioni IT a valore aggiunto, con particolare riferimento alla distribuzione dei prodotti IBM (hardware e software), cui si sono affiancati in modo progressivo prodotti di ulteriori operatori internazionali quali Cisco, Microsoft, Lenovo, HP, HPE, Oracle, Dell/Emc, etc.
Nel 2009, il gruppo ha ulteriormente ampliato la propria attività nell’area di business software e system integration dedicata alla fornitura di servizi sul mercato delle soluzioni e servizi rivolti agli utenti finali business attraverso lo sviluppo della società Var Group.
Nel luglio 2014 è stata creata la Fondazione Sesa, struttura dedicata ad attività di solidarietà sociale, educazione, formazione, ricerca e benessere sul territorio. Tra le funzioni principali della Fondazione Sesa si segnala la promozione ed organizzazione di iniziative di carattere scientifico ed educativo, il finanziamento di attività di beneficenza e la promozione di iniziative ed attività di carattere assistenziale. La Fondazione Sesa ha promosso tra l’altro la costituzione di un asilo aziendale (Sesa Baby) ubicato nella sede principale del gruppo e l’incubatore industriale Sesa Farm, dedicato allo sviluppo di progetti di start up innovativi nel settore ICT. 
Nell’esercizio al 30 aprile 2021 Sesa ha costituito un Comitato operativo di Sostenibilità Aziendale a riporto dell’Amministratore Delegato composto dai responsabili delle principali funzioni aziendali di Sesa con l’identificazione di un Sustainability Officer dedicato. Il Comitato, riunitosi periodicamente nel corso dell’esercizio, cura gli aspetti di sostenibilità monitorando le azioni ed i programmi per la riduzione degli impatti ambientali e sociali legati alle attività svolte dal Gruppo.
In data 12 luglio 2022, anche in funzione del lavoro svolto durante l’ultimo esercizio da parte del Comitato operativo di Sostenibilità Aziendale, il Consiglio di Amministrazione ha istituito al proprio interno un Comitato Sostenibilità endoconsiliare, con funzioni consultive e propositive di supporto al Consiglio ed all'Amministratore Delegato in ambito Sostenibilità.

## Attività
Il Gruppo Sesa ha la missione di offrire soluzioni tecnologiche, servizi digitali e business applications ad imprese ed organizzazioni, supportandole nel proprio percorso di innovazione. Grazie alle competenze e specializzazione delle proprie risorse umane, il Gruppo Sesa opera nei segmenti a valore aggiunto dell’Information Technology, con un modello organizzativo in Settori di attività e Linee di business verticali.
I settori di attività (VAD, SSI, Business Services) hanno una forte focalizzazione sul mercato di riferimento con strutture di marketing e commerciali dedicate. All’interno di ciascuno dei Settori si sviluppano le linee di business verticali con strutture tecniche e commerciali specializzate per segmenti di mercato ed aree di competenze.

## Il Gruppo
Il Gruppo è organizzato in 4 settori operativi: Corporate, Value Added Distribution (VAD), Software e System Integration (SSI), Business Services (BS). 
Il settore Corporate si occupa della governance strategica e della gestione operativa, finanziaria e del capitale umano del Gruppo. In particolare, la società capogruppo Sesa SpA oltre a svolgere l’attività di holding operativa e di direzione del Gruppo, si occupa di gestione amministrativa e finanziaria, organizzazione, pianificazione e controllo, gestione delle risorse umane, affari generali, sistemi informativi societari, legali e delle operazioni di finanza straordinaria del Gruppo, con un totale di circa 140 risorse.
Il settore Value Added Distribution è attivo nella distribuzione a valore aggiunto di soluzioni di innovazione tecnologica per il segmento business, con focalizzazione sui segmenti Enterprise Software Solutions, Data Center, Device e Digital Workspace, Networking e Collaboration, Digital Green. Computer Gross SpA, che consolida il Settore, è leader in Italia nell’offerta di soluzioni di Innovazione Tecnologica con un customer set di circa 20.000 business partner attivi sul territorio nazionale e nella DACH Region. Il settore si avvale della partnership strategica con i principali Vendor internazionali e della specializzazione delle proprie business unit, dotate di team con competenze tecniche e digitali.
Il settore Software e System Integration è attivo nell’offerta di soluzioni di Innovazione Tecnologica, digital services e business applications per i segmenti SME ed Enterprise. Var Group SpA, che consolidata il settore, è operatore di riferimento nell’offerta di digitalizzazione per i segmenti SME ed Enterprise con una clientela di circa 12.500 imprese ed un’offerta integrata nei seguenti ambiti: Cloud Technology Services and Security Solutions, ERP e Industry Solutions, Digital Engineering, Customer and Business Experience, Data Science.
Il settore Business Services, consolidato da parte di Base Digitale Group, è organizzato in 3 principali linee di business verticali ed attivo nell’offerta di soluzioni di Security, Digital Platform e BPO e Vertical Banking Applications per il segmento Financial Services.

## Capitale sociale
Le azioni Sesa sono quotate presso il mercato Euronext STAR Milan e compongono l’indice Euronext Tech Leaders. La società ha una capitalizzazione di Euro 2,149 miliardi (riferimento Euro 138,7 per azione) alla data del 30 aprile 2022.
Capitale sociale: Euro 37.126.927,50 i.v.
Numero di azioni autorizzate ed emesse: 15.494.590
Dati al 30 aprile 2022

## Azionisti
- ITH S.p.A.[3] - 52,814%
- Anima SGR [3] - 4,998%
- Azioni proprie[3] - 0,264%
- Altri[3] - 41,924%

## Top management
- Paolo Castellacci - Presidente
- Alessandro Fabbroni - Amministratore delegato
- Moreno Gaini - Vice presidente esecutivo
- Giovanni Moriani - Vice presidente esecutivo